# ベネズエラ国鉄近郊列車

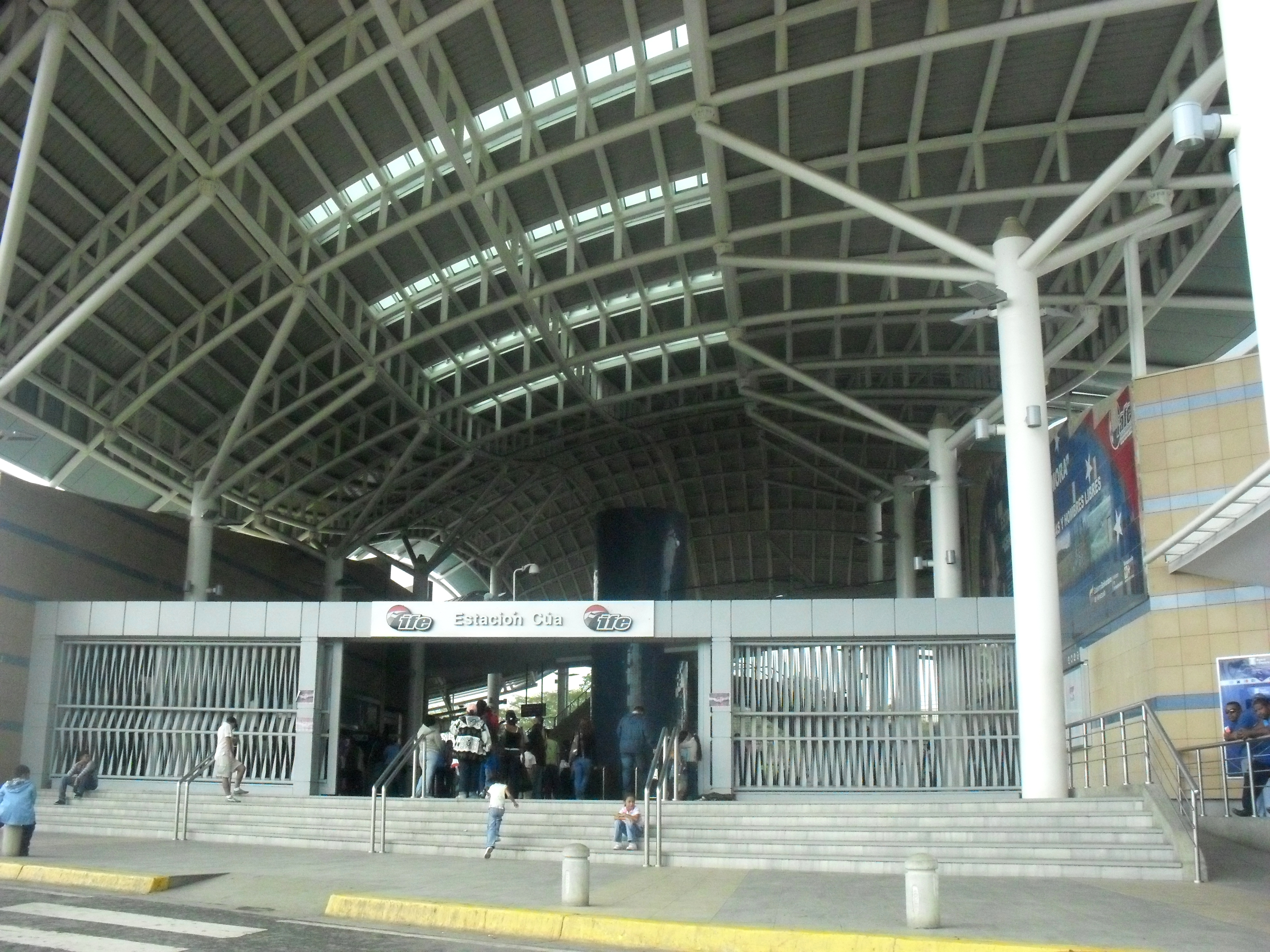
クア駅

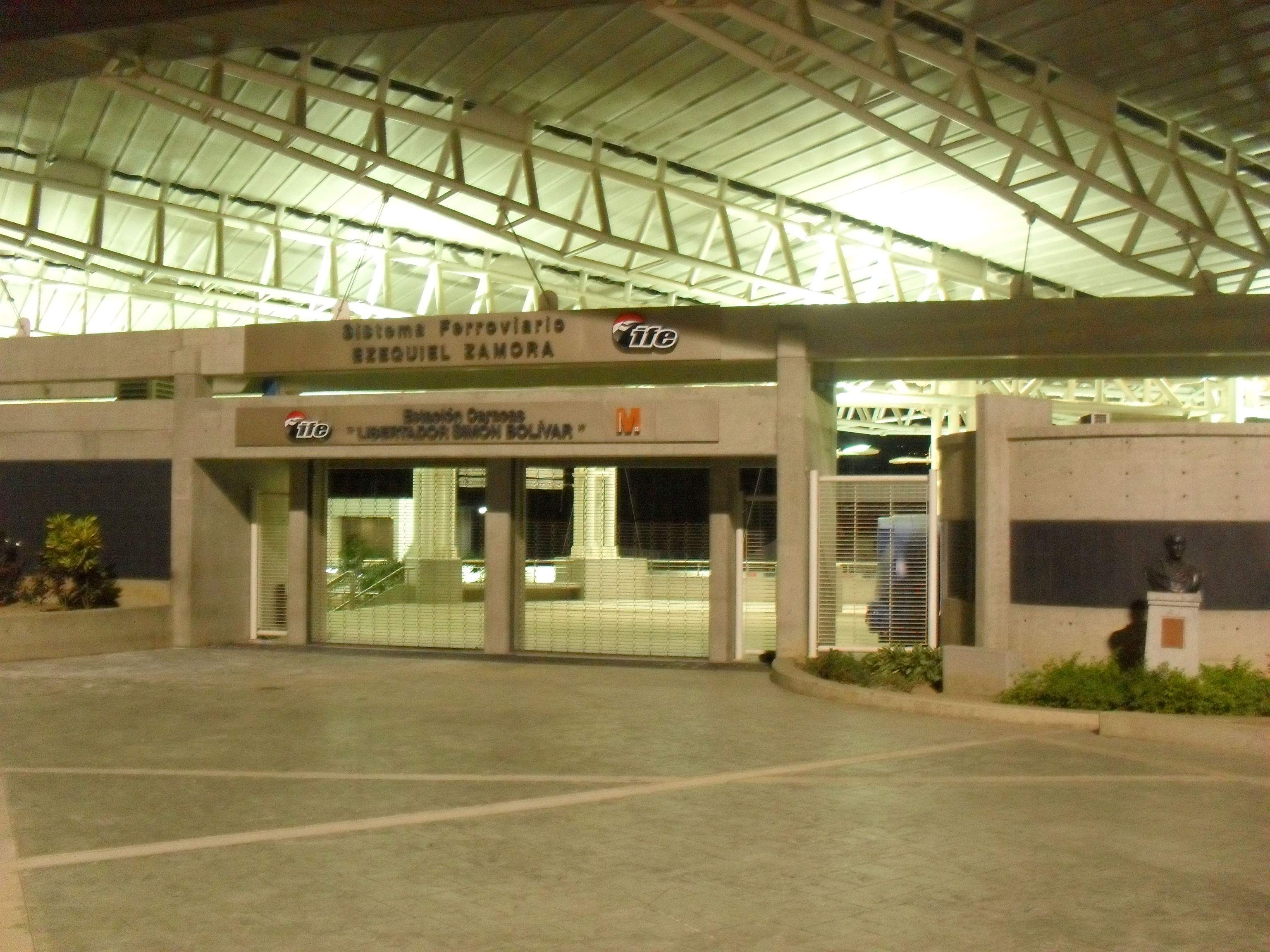
カラカスのリベルタドール・シモン・ボリバル駅

ベネズエラ国鉄近郊列車（エセキエル・サモラ鉄道）は、ベネズエラの鉄道路線である。

## 概要
ベネズエラの首都であるカラカス市と、ミランダ州のクア市との間、約41kmを結ぶ短距離旅客鉄道である。ベネズエラ国鉄にあたる国営鉄道独立法人（IFE）により運営されている。
所要時間は片道35分。

## 歴史
2006年10月15日開業。将来はベネズエラの中央鉄道システム線の一環となるべく建設された。

## 車両

### 概要
営業用の車両は全て日本の日本車輌製造で製造された電車で、電装品も同じく日本の東芝のものを搭載する。
製造時期により一次車と二次車が存在し、一次車には2000形、二次車には3000形という形式が与えられている。
2000形は1992年に路線の建設計画と同時に製造契約が結ばれ、2001年に製造が行われたあとにベネズエラに到着し、その後は路線が開業するまで車両基地で保管され、2006年の開業と同時に運用を開始した。
3000形は乗客の急激な増加に対応するため、2012年に製造契約が結ばれ、2014年から2015年にかけて製造が行われた。
2000形、3000形ともに4両13編成が製造され、車体は軽量ステンレス鋼製。4両のうち、両端の先頭車が床下に電装品を持たない付随制御車（Rc1・Rc4）で、中間の2両が床下に電装品を持つ中間電動車（M1-M2）の2M2T（Rはスペイン語におけるT）編成となっている。
車両の長さは1両あたり約25000 mmで、片側に幅1,600 mmの両開きの乗降扉が設けられているほか、現地の安全基準を満たすため、日本国内向けの車両における平均の約4倍にあたる200 tfの車体圧縮荷重に耐えることが可能。
車内は固定式のFRP製クロスシートで、各座席が向かい合う形で設置されているほか、混雑時に役に立つ握り棒、天井のパネルと窓キセにもFRPを用い、近代的で洗練された空間を演出。また、各車内の車端部には製造メーカーの大型プレートが設置されている。
東芝製の電装品はIGBT-VVVF制御を採用し、それを使用して240 kWの誘導電動機を駆動させる仕組みとなっている。営業運転における最高速度は100 km/hで、この速さで24 ‰の連続勾配を走行する。
制動装置は応答性に優れた電気指令式空気ブレーキで、回生ブレーキを併用し、ワンハンドル式のマスター・コントローラーで力行とともに操作される。台車は一本リンクの牽引による空気ばね支持のボルスタレス仕様で、軽量化および保守の低減と乗り心地の工場を図っている。

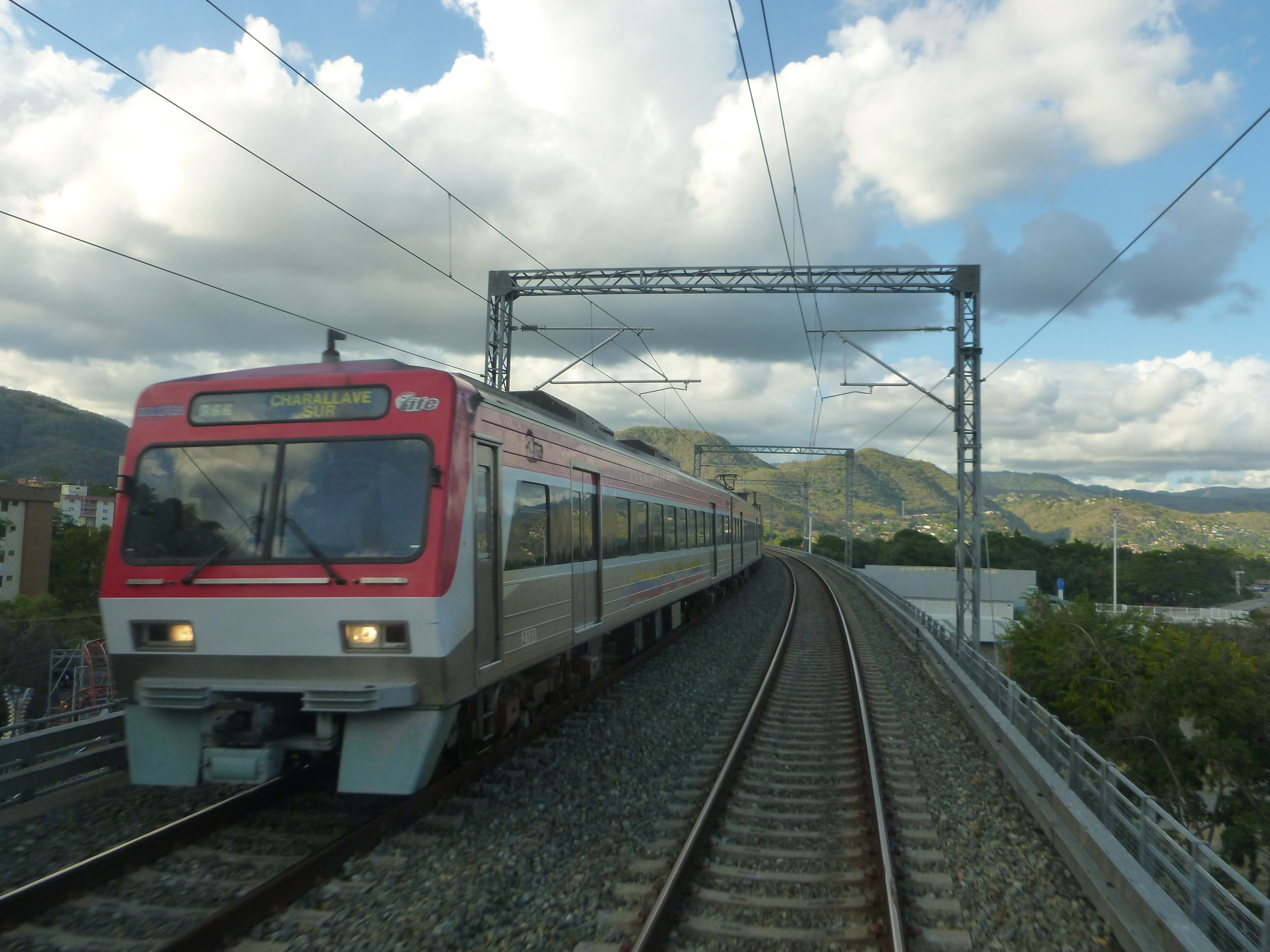
一次車・2000形
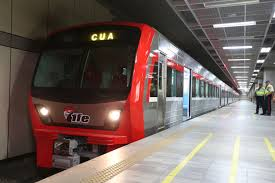
一次車・2000形
（動画)
- 二次車・3000形

## 路線
起点のリベルタドール・シモン・ボリバル駅は、カラカス地下鉄三号線のラ・リンコナーダ駅に隣接している。沿線の多くのトンネルの中には長さ6 kmを超すものも存在する。